# Adam Taggart
Adam Jake Taggart est un footballeur international australien né le 2 juin 1993 à Perth, Australie. Il évolue au poste d'attaquant à Perth Glory.

## Biographie

### Carrière en club
Le 1er juillet 2014, il rejoint Fulham. 
Le 27 janvier 2016, il rejoint Perth Glory.

### Carrière internationale
En 2014, Taggart est sélectionné par Ange Postecoglou pour participer à la Coupe du Monde 2014, où il est le plus jeune joueur des Socceroos. Il y joue deux matchs, deux défaites face aux Pays-Bas et l'Espagne.
Le 7 juin 2019, après près de cinq ans d'absence en équipe, Taggart est rappelé auprès des Socceroos par Graham Arnold pour disputer un match amical face à la Corée du Sud (défaite 0-1), rentrant en jeu pour Mitchell Duke. Taggart est par la suite membre de l'effectif australien lors des qualifications pour la Coupe du Monde 2022. Il inscrit notamment un doublé lors d'un match de qualification face à Taiwan (victoire 7-1).